# ويلارد لويس
ويلارد لويس (بالإنجليزية: Willard Louis)‏ هو ممثل أمريكي، ولد في 19 أبريل 1882 بسان فرانسيسكو في الولايات المتحدة، وتوفي في 22 يوليو 1926 في الولايات المتحدة بسبب ذات الرئة.

## أعمال

### أفلام
- (1922) روبن هود[2][3]

## وصلات خارجية
- ويلارد لويس على موقع IMDb (الإنجليزية)
- ويلارد لويس على موقع ألو سيني (الفرنسية)
- ويلارد لويس على موقع أول موفي (الإنجليزية)
- ويلارد لويس على موقع قاعدة بيانات برودواي على الإنترنت (الإنجليزية)
- ويلارد لويس على موقع قاعدة بيانات الأفلام السويدية (السويدية)
- ويلارد لويس على موقع قاعدة بيانات الفيلم (الإنجليزية)
- ويلارد لويس على موقع كينوبويسك (الروسية)